# Франьо Туджман
Франьо Туджман (хорв. Franjo Tuđman; 14 травня 1922, Велико Трговище, Королівство Сербів, Хорватів і Словенців — 10 грудня 1999, Загреб, Хорватія) — хорватський державний, політичний і військовий діяч, публіцист, перший президент незалежної Хорватії з 30 травня 1990 до 10 грудня 1999, маршал Хорватії. Був активним учасником хорватського дисидентського руху в Югославії.

## Біографія
Під час Другої світової війни вступив в компартію і югославську антифашистську партизанську армію, був одним з соратників Тіто. Звільнився зі збройних сил в 1961 в чині генерал-майора, став директором загребського Інституту історії робітничого руху. Захистив докторську дисертацію в Загребському університеті в 1965. 
За відстоювання прагнення хорватів до державної незалежності зазнавав переслідувань і двічі був ув'язнений у 1972 та у 1981 роках. Був позбавлений всіх військових нагород.
За підтримки хорватських емігрантів заснував партію Хорватська демократична співдружність, яка перемогла на виборах 1990 і залишалася правлячою аж до кінця 1999. Туджман обирався парламентом на посаду президента Хорватії в 1990 і був переобраний на прямих виборах у 1992.
Перший офіційний візит до іноземної держави Франьо Туджмана на посаді Президента Хорватії був у травні 1992 року в Україну. Незважаючи на поганий стан здоров'я, його було переобрано на третій термін у червні 1997.
Збройні сили, сформовані Туджманом, в 1991 завдали поразки югославській армії, після чого була утворена незалежна держава Хорватія.
У 1995 хорватам вдалося розбити формування повстанців на території населеної переважно сербами Сербської Країни. 
У 1993  віддав наказ про вторгнення на територію Боснії та Герцеговини з метою інтегрувати Герцеговину, населену переважно хорватами, до складу Хорватії у формі Республіки Герцег-Босна.
У 1995, спільно з Сербією та Боснією, підписав мирний договір у Дейтоні (штат Огайо, США), згідно з яким припинялися військові дії в Боснії та Герцеговині.
У 1999 госпіталізований з діагнозом рак шлунка. Тиждень потому Верховний суд Хорватії оголосив про його «тимчасову непрацездатність» і передав владні повноваження спікеру парламенту Влатко Павлетичу на двомісячний термін.